# Ruth First
Ruth First (Johannesburg, 4 maggio 1925 – Maputo, 17 agosto 1982) è stata un'attivista e sociologa sudafricana.
Fu uccisa da un pacco bomba a lei indirizzato mentre era in esilio in Mozambico.

## Biografia

### Origini ed educazione
I genitori di Ruth First, Julius First e Matilda Levetan, immigrati nel 1906 dalla Lettonia di origine ebraica in Sudafrica diventarono membri fondatori del Partito Comunista Sudafricano (South African Communist Party, SACP). Crebbe a Johannesburg dove frequentò la scuola superiore Jeppe High School for Girls, come i suoi genitori aderì al SACP,  che era alleato con il African National Congress nella lotta contro il regime razzista sudafricano.
Dopo il liceo si iscrisse all'università (University of the Witwatersrand) e si laureò nel 1946.  Mentre era all'università partecipò alla fondazione della Federazione degli Studenti Progressisti (Federation of Progressive Students),  e divenne segretaria della Lega dei Giovani Comunisti (Young Communist League).
Dopo la laurea lavorò per il municipio di Johannesburg come ricercatrice per la sezione dell'assistenza sociale mentre insegnava politica nelle scuole serali per cittadini di colore.
Smise di lavorare per il municipio per iniziare l'attività di giornalista d'inchiesta per il settimanale radicale Guardian di cui divenne redattore capo, il giornale venne successivamente chiuso dal governo.
Contribuì alla fondazione dell'organizzazione anti-apartheid Congress of Democrats (congresso dei democratici) nel 1953 e collaborò alla rivista dell'organizzazione Fighting Talk.
I suoi scritti comprendevano le tematiche del lavoro e dei diritti civili, in particolare la campagna contro i lasciapassare obbligatori per le donne (Anti–Pass Law campaign), denunciò le discriminazioni del sistema giudiziario verso le persone di colore, le terribili condizioni di lavoro dei minatori (sostenne il loro sciopero del 1946) e lo sfruttamento dei raccoglitori di patate.
Nel 1949 sposò Joe Slovo, giornalista e sindacalista sudafricano, First e Slovo diventarono membri del African National Congress e la loro casa presso Roosevelt Park in Johannesburg divenne ritrovo degli oppositori al regime sudafricano, tra cui i loro cari amici Nelson Mandela e Walter Sisulu.

### Il processo e la detenzione
Ruth First fu uno dei difensori nel processo contro 156 attivisti anti-apartheid accusati di tradimento contro lo stato fra cui Nelson Mandela (Treason Trial del 1956-1961), tutte figure importanti all'interno della Alleanza del Congresso (Congress Alliance unione di tutte le forze contro l'apartheid). Dopo la dichiarazione dello stato di emergenza che seguì il Massacro di Sharpeville del 1960, la First fu schedata e privata dei suoi diritti civili, non poteva partecipare a riunioni, pubblicare articoli e non poteva essere citata da altri. Si trasferì, con le sue tre figlie, nello Swaziland. Tornò in Sudafrica sei mesi dopo per proseguire con l'attività clandestinamente scrivendo sul giornale dell'Alleanza del Congresso: New Age.
Nel 1963 durante la repressione attuata da governo di Pretoria la First fu incarcerata e tenuta in isolamento senza accuse per 117 giorni, in base alla legge del regime sudafricano detta dei "90 giorni" (Ninety-day detention). Fu la prima donna bianca a subire l'applicazione di tale legge. Durante la detenzione subì anche la tortura.
Dopo il suo rilascio fu sottoposta a stretto controllo di polizia, così decise di lasciare il Sudafrica per pubblicare la sua esperienza carceraria nel libro 117 Days (1965) (117 giorni).

### Esilio e assassinio
Andò in esilio a Londra nel marzo del 1964, dove, con suo marito Slovo, proseguì un'intensa attività contro il regime sudafricano. Divenne ricercatrice presso l'università di Manchester nel 1972. Tra il 1973-1978 fu incaricata di tenere delle lezioni presso l'università di Durham.
Nel novembre del 1978 fu nominata direttrice del programma di ricerca presso l'università Eduardo Mondlane in Maputo, Mozambico.
Fu assassinata per ordine di Craig Williamson, maggiore della South African Police, il 17 agosto 1982, aprendo un pacco bomba che le era stato inviato presso il suo ufficio all'università.

## Memorie e altri media
Il film del 1988 Un mondo a parte, scritto da sua figlia Shawn Slovo e diretto da Chris Menges, tratta della sua vita.
Nel 2005 il ministero dell'ambiente sudafricano varò la nave della classe Lillian Ngoyi denominandola Ruth First in suo onore.

## Opere
- Ruth First,  Joe Slovo, Un Mondo a parte 117 giorni, Milano, A. Mondadori, 1989.
- Ruth First, Anna Maria Gentili, Ruth First : alle radici dell'apartheid, Milano, F. Angeli, 1984.
- Ruth First, Chiara Robertazzi, Novanta giorni o l'eternità : il terrore in Sud Africa, Firenze, La nuova Italia, 1971.
- (EN)  Ruth First, South West Africa, Londra, 1963.
- (EN)  Ruth First, 117 Days, Londra, 1965.
- (EN)  Ruth First, R. Segal, South West Africa: A Travesty of Trust, Londra, 1967.
- (EN)  Ruth First, The Barrel of a Gun: Political Power in Africa and the Coup d’etat in Africa, Londra, 1970.
- (EN)  Ruth First, J. Steele, C. Gurney, The South African Connection: Western Investment in Apartheid, Londra, 1972.
- (EN)  Ruth First, Libya: The Elusive Revolution, Londra, 1970.
- (EN)  Ruth First, The Mozambican Miner: Proletarian and Peasant, New York, 1983.